# Kolberger Dom

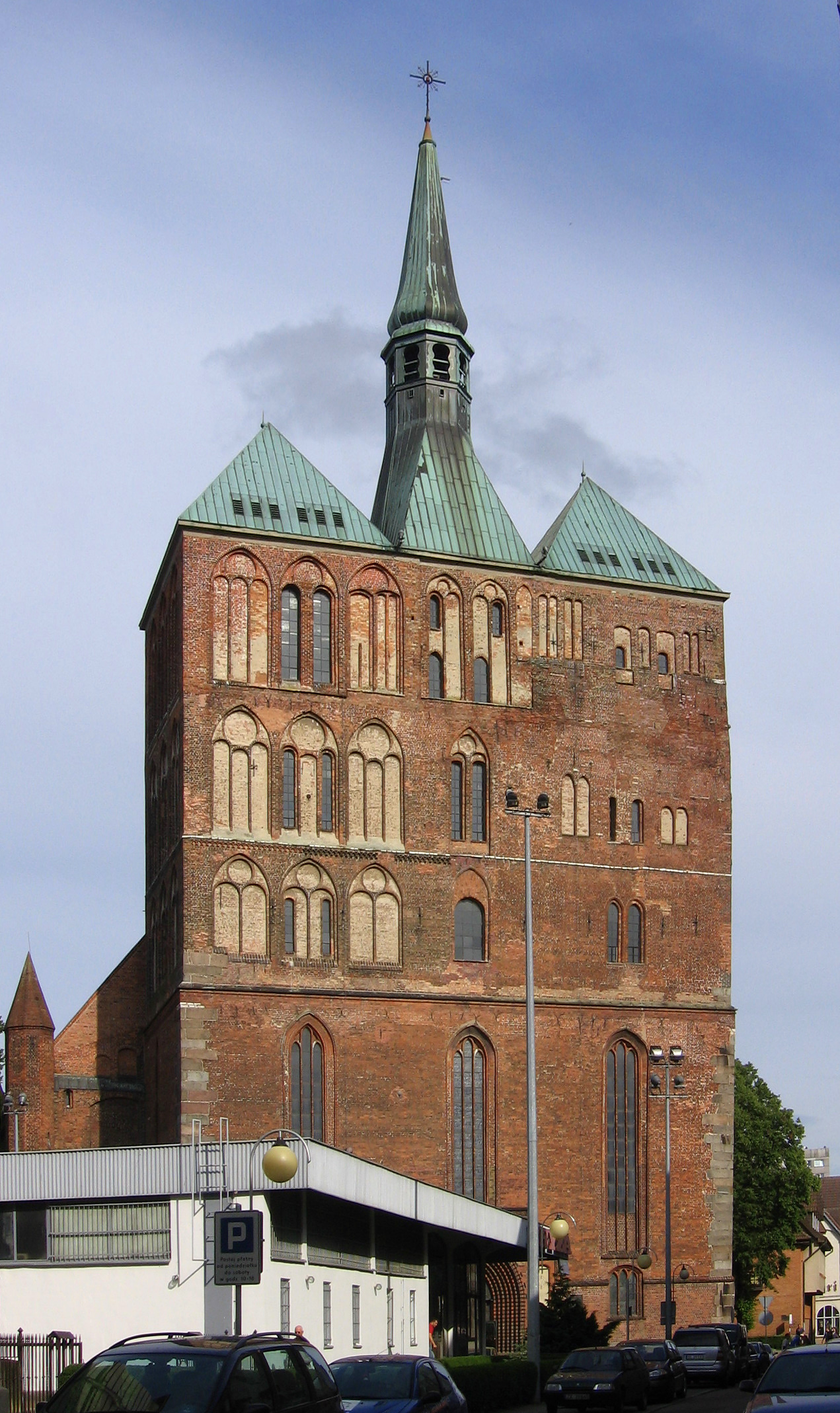
Kolberger Dom, seit 1986 Marienbasilika

Der Kolberger Dom (bis 1945: St.-Marien-Domkirche) in Kołobrzeg (dt.: Kolberg), seit 1986 Bazylika konkatedralna Wniebowzięcia Najświętszej Maryi Panny – Kathedralbasilika Mariä Himmelfahrt, ist eine fünfschiffige gotische Backsteinhallenkirche mit einem auffälligen, ursprünglich aus zwei Türmen zusammengemauerten Turmmassiv. In der Kirche können seit ihrem Wiederaufbau nach Kriegszerstörung bis zu 9.000 Personen an einem Gottesdienst teilnehmen. Die Kirche ist Konkathedrale der Diözese Koszalin-Kołobrzeg im Erzbistum Stettin-Cammin.

## Geschichte

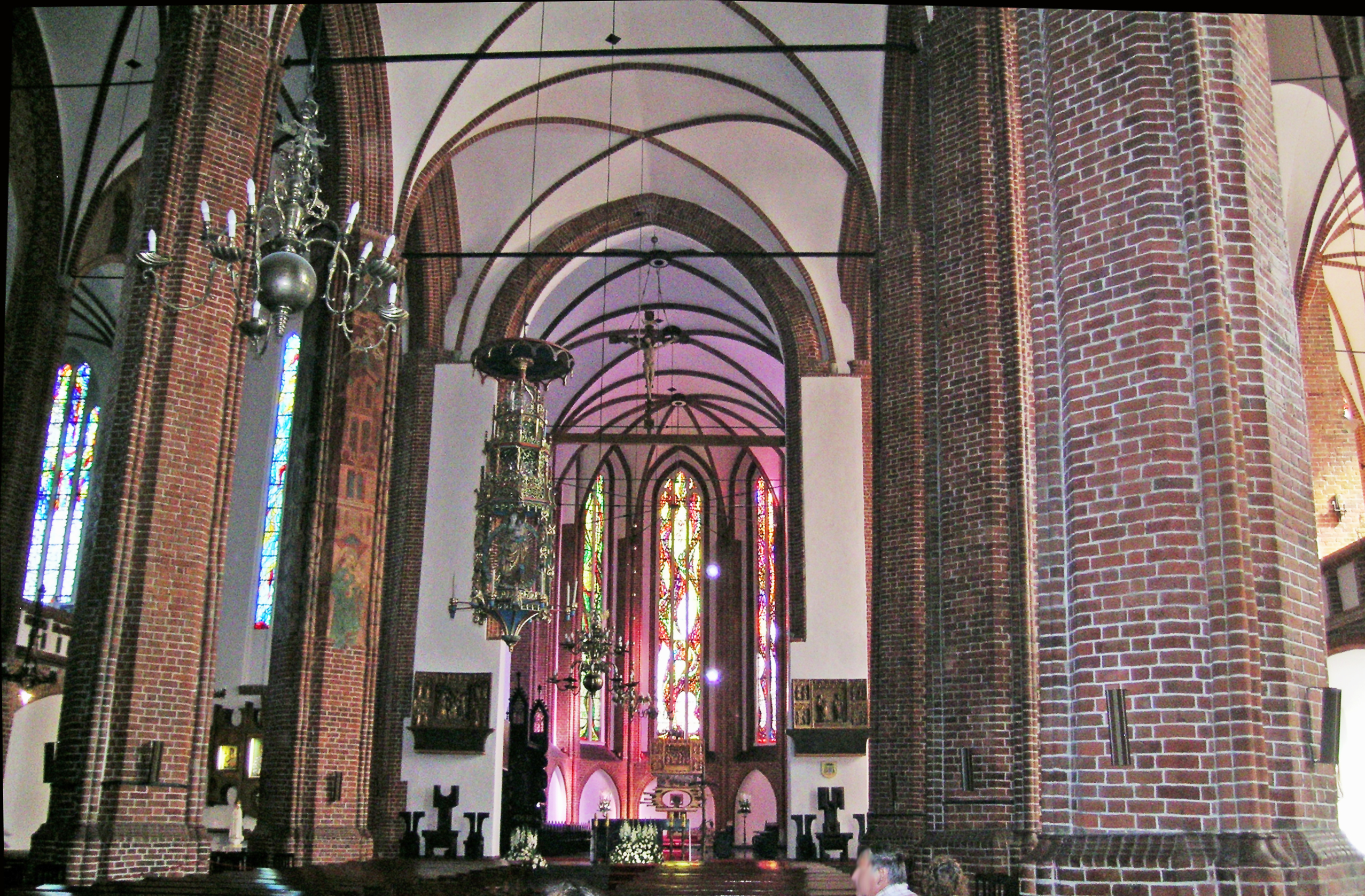
Langschiff mit Altarraum

Der vermutlich im Jahr 1300 begonnene Bau war in der ersten Ausbaustufe 1321 vollendet und hatte die Form einer dreischiffigen Hallenkirche. Danach wurden ein größerer Chor, in der zweiten Hälfte des 14. Jahrhunderts zwei Seitenschiffe und schließlich der Turmtrakt gebaut. Mit dieser prächtig ausgestalteten katholischen Stadtpfarrkirche zeigte die Hansestadt Kolberg ihren erworbenen Reichtum.
Mit dem Sieg der Reformation in Pommern wurde die Kirche 1531 evangelisch. In den Seitenschiffen entstanden Emporen, um mehr Platz für Kirchenbesucher zu schaffen. Anfang des 18. Jahrhunderts befand sich der Dom in sehr schlechtem Zustand: mehrfache Belagerungen der Stadt (1758 bis 1761) und feindlicher Beschuss, die Explosion des in der Nähe stehenden Pulverturms und Brände hatten sie stark beschädigt. Erst Ende des 19. Jahrhunderts wurde der Dom schließlich umfassend saniert.
Die Glasmaler Alexander Linnemann und sein Sohn Otto Linnemann aus Frankfurt schufen Anfang des 20. Jahrhunderts zwei Fenster mit figürlichen Gruppen. Unterlagen hierzu befinden sich im Linnemann-Archiv.
Im März 1945 wurde die Kirche bei der Einnahme Kolbergs durch die Rote Armee und die Polnische Volksarmee schwer beschädigt. Das Gewölbe des Hauptschiffs stürzte ein, die gesamte Kirche brannte aus, die Zerstörung und der Wiederaufbau werden auf einer großen Tafel in einem Seitenschiff gezeigt.
In den 1950er und 1960er Jahren nutzte das Museum für polnische Waffen das halb zerstörte Kirchengebäude für die Ausstellung von Kanonen, Panzern und anderen militärischen Objekten. Der Wiederaufbau des Gotteshauses begann, nachdem die Ruine im Jahr 1974 der katholischen Kirche übereignet worden war. Die Militärobjekte erhielten ab dieser Zeit ein eigenes Ausstellungsgelände in der Nähe des Stadtkanals.
Papst Johannes Paul II. erhob den Kolberger Dom 1986 in den Rang einer Basilika minor. Der Dom ist im 21. Jahrhundert die Konkathedrale der Diözese Koszalin-Kołobrzeg.

## Eingangsbereich
Hier wird mit etlichen Gedenktafeln an bedeutende Geschichtsereignisse und wichtige Personen im Zusammenhang mit dem Dom erinnert. So finden sich Ehrungen für gefallene polnischen Soldaten ebenso wie für Johannes Paul II., der als Kardinal Wojtyła am Dom tätig war. Zahlreiche andere Ereignisse, wie die Solidarność-Bewegung, werden dargestellt.

## Ausstattung

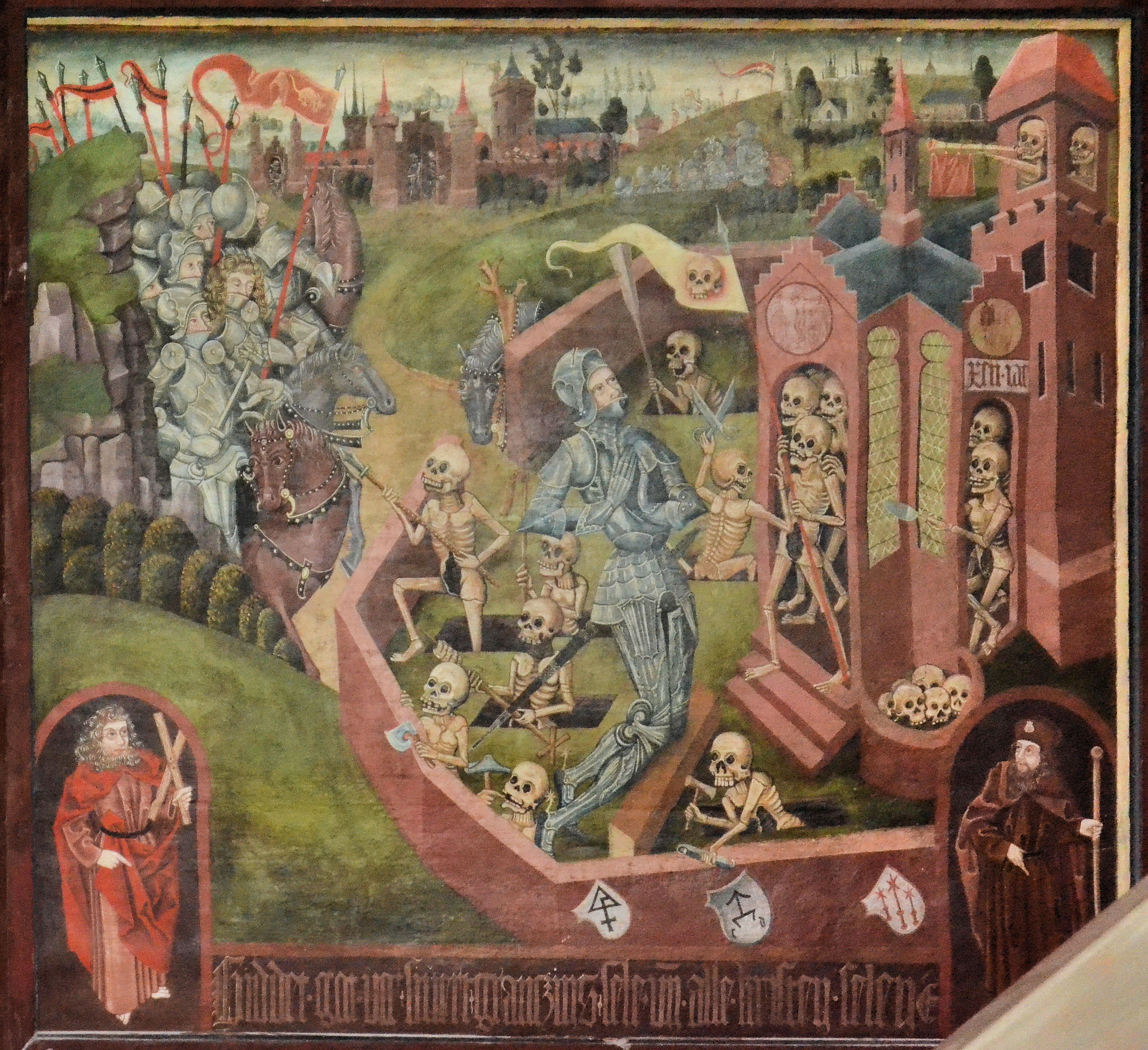
Arme Seelen eilen einem vor Häschern fliehenden Ritter zu Hilfe (Votivbild von 1442)

Viele wertvolle Kunstwerke des Doms überstanden den Zweiten Weltkrieg eingemauert in Kirchennischen oder versteckt in kleinen Landkirchen der Umgebung. Bedeutend ist der Siebenarmige Leuchter von Hans Apengeter aus dem Jahr 1327 als Stiftung des ersten Dekans Gottfried von Vida. Sehenswert sind weiter zwei Schlieffenkrone und Holkenkrone genannte Kronleuchter, das Chorgestühl (auf das Jahr 1340 datiert), ein in Bronze gegossenes Taufbecken aus dem Jahre 1345, verschiedene Gemälde aus dem 15. bis 18. Jahrhundert sowie eine Vielzahl von Grabsteinen bedeutender Familien und Adliger an den Innenwänden der Dommauern, die im Dom beigesetzt wurden.
Der Hauptraum verfügt über einen neuen Haupt-Altar, eine Kanzel, eine Orgel auf der Empore und Wandbilder mit biblischen Szenen. Daneben sind in Seitenschiffen noch zwei Nebenaltäre aufgestellt und Ausstellungstafeln zur Geschichte sind zu sehen, einschließlich des Zustandes nach 1945. Die Altäre tragen folgende Titel: Ostatnia Wieczerza (Das letzte Abendmahl), Pokłon trzech króli (Anbetung der Heiligen Drei Könige) und Św. Anna Samotrzeć i św. Mikołaj (Anna Selbdritt und St. Nikolaus).
Ein 1442 von Siewert Granzin gestiftetes Votivbild greift das Motiv der Totenhilfe, bzw. der Dankbaren Toten auf: Arme Seelen eilen einem Ritter zu Hilfe, der Zuflucht auf einem Friedhof sucht. Die Inschrift lautet: „Biddet got uor siuert granszins sele und alle kristen selen amen“ (Betet zu Gott für Siewert Granzins Seele und die Seelen aller Christen Amen).
Im Eingangsbereich hängen Gedenktafeln, unter anderem für die polnischen Soldaten, die 1945 bei der Eroberung der Stadt fielen. Auch den Hauptsponsoren der umfassenden Renovierung in den Jahren 2009 bis 2001 sind Tafeln gewidmet, beispielsweise eea grants (Fördermittel der EWR-Mitgliedsstaaten Liechtenstein, Island und Norwegen mit zusammen 3.324.909 Euro). Stadt und Landkreis Kolberg beteiligten sich mit weiteren Beträgen (Stadt 505.000 Złoty, Landkreis 481.700 Złoty) an der Komplettrenovierung.
Eine künstlerisch gestaltete neue Bronzetür schmückt das Hauptportal.

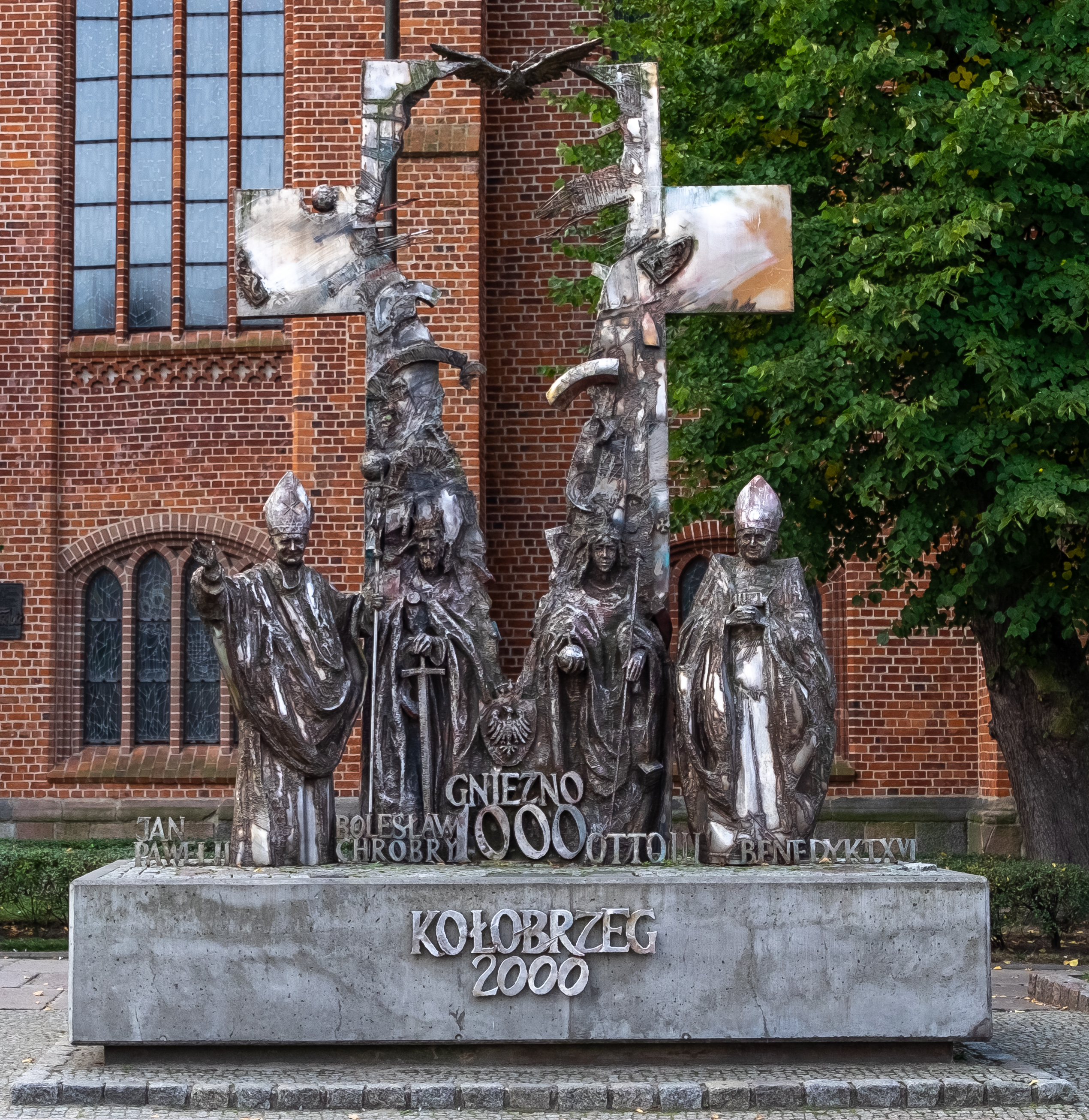
Plastik am Kolberger Dom

Auf der Straße, unmittelbar vor dem Hauptzugang, wurde im Jahr 2000 ein Denkmal eingeweiht, das den damaligen Papst Johannes Paul II., den König Otto III. (HRR), Bolesław Chroby und den Nachfolgerpapst Benedikt XVI. zeigt. Das Podest trägt die Inschrift Kołobrzeg 2000. Über den mittleren Figuren wölbt sich ein Bogen mit einer Taube. Das Denkmal wurde aus Anlass der 1000-jährigen Wiederkehr der Gründung der Erzdiözese Gniezno gestiftet (Akt von Gnesen).

## Geistliche
Katholische Domprediger
- Heinrich (1284, um 1287 und 1290)
- Hermann (1333)
- Lambert (1355)
- Nikolaus (1362)
- Johann Willikini (1364–1378)
- Ludolf Robelow (1380–1383)
- Dietrich Zillesen (1383–1386)
- Johann Rederi (1392–1400)
- Wulfard Wulfhardi (1412)
- Jakob Schmarsow (1418–1426)
- Jakob Gorvin (1429–1432)
- Matheus Hogese (um 1432)
- Johann Bleyle (1436–1451)
- Henning Voermann (1451–1454)
- Wilke Schmidt (1468)
- Henning Bulgrin (1473–1486)

Evangelische Domprediger
- Gregor Lagus (1586–1652), Pastor und Präpositus von 1649 bis 1652
- Johannes Colberg (1623–1687), Pastor und Präpositus von 1653 bis 1675
- Johann Friedrich Wilhelm Wachse (1714–1773), Archidiakon und Klosterprediger von 1762 bis 1773, Verfasser der Geschichte von Colberg (1769)
- August Matthes (1858–1945), Oberpfarrer und Superintendent von 1895 bis 1931
- Paulus Hinz (1899–1988), Domprediger von 1930 bis 1945, verfasste Der Kolberger Dom und seine Kunstwerke und rettete viele von ihnen 1945